# Plage de Beihai
La plage principale de Beihai (chinois simplifié : 北海海滩 ; chinois traditionnel : 北海海灘 ; pinyin : Běihǎi hǎitān), plage d'une ville de la région autonome du Guangxi située dans l'une des régions les plus au sud de la Chine, est surnommée "silver beach". Ce n'est pas la seule plage de Beihai mais c'est néanmoins la plus connue.

## Présentation
Elle est réputée pour son sable blanc très fin et très doux composé de cristaux de quartz argentés qui donnent une couleur argentée à l'eau lorsque le soleil s'y réfléchit. La température annuelle moyenne de l'océan avoisinant les 23 °C, c'est une plage connue des amoureux de l'océan et de plus en plus appréciée des touristes. Elle a la réputation d'être sans dangers face aux requins et ses vagues sont souvent généreuses. La plage s'étend sur 24 kilomètres et sa largeur varie entre 30 et 300 mètres. Elle est située à 10 kilomètres du centre-ville. L'entrée est gratuite et la baignade est surveillée de 08:00 à 17:50. Il est conseillé de louer un casier pour y déposer ses effets personnels, pouvoir se doucher et aussi pour ne pas avoir de mauvaise surprise en sortant du bain.

## Propreté
Comme de nombreuses plages chinoises, les plages de Beihai dont Silver Beach ont souffert de la pollution, des activités portuaires et de la pêche intensive pratiquée dans la région. Même si la qualité de l'eau est en nette augmentation et la propreté des plages en amélioration depuis 2008, il n'est encore pas rare de trouver des sacs plastiques au bord de l'eau. Il n'était pas rare non plus jusqu'en 2008 de se retrouver avec des petites taches noires de pétrole qui collent à la peau. De nouvelles directives ont permis d'embaucher du personnel pour nettoyer et entretenir les plages et des efforts de sensibilisation ont été faits par la pose de panneaux informatifs, malheureusement rarement lus par les touristes. En 2009 lors du Nouvel An chinois, les plages ont beaucoup moins subi qu'auparavant la pollution habituelle constituée de résidus de pétards et feux d'artifice utilisés en masse lors de cet évènement, ce qui fait qu'il y a eu beaucoup moins de poissons et de crabes morts échoués sur les plages comme les années précédentes.

## Saisons
Les plages de Beihai sont ouvertes toute l'année et il est agréable de se baigner de mars à décembre. Les amateurs de photographies préfèreront en prendre en hiver car il n'y a alors personne sur la plage. Les amateurs de baignade préfèreront s'y rendre au printemps ou à l'automne. Il n'est pas toujours agréable de se baigner en été à cause de la mousson, mais ce n'est pas déconseillé. Les amateurs de balades à vélo préfèreront certainement se rendre à la pointe sud-ouest de Beihai qui cache encore quelques jolies criques désertes et inconnues du grand public, même en pleine saison touristique.